# Општина Балдовинешти (Олт)
Балдовинешти (рум. Baldovineşti) општина је у Румунији у округу Олт.
Oпштина се налази на надморској висини од 146 m.